# U 722
U 722 war ein deutsches Unterseeboot des Typs VII C. Es wurde durch die Kriegsmarine während des U-Boot-Krieges in den Jahren 1944 und 1945 in der Ostsee und im Nordatlantik eingesetzt.

## Technische Daten
Ab Anfang 1940 produzierte die Hamburger Werft H.C. Stülcken Sohn ausschließlich für den deutschen U-Bootbau. Von 1941 bis 1945 wurden 24 Boote vom Typ VII C und VII C/41 abgeliefert. Ein VII C-Boot hatte eine Länge von 66,5 m und verdrängte 760 t Wasser. Angetrieben durch den 3000 PS starken Dieselantrieb machte ein solches Boot über Wasser bis zu 17 Knoten Fahrt und hatte eine maximale Reichweite von 9500 Seemeilen.

### Schnorchelboot
Wie viele U-Boote zu dieser Zeit war auch  U 722 mit einem Schnorchel ausgestattet, der an einem umklappbaren Mast angebracht war und eine längere Unterwasserfahrt ermöglichte. So ein Schnorchel gewährleistete die Frischluftzufuhr und leitete gleichzeitig die giftigen Abgase der Dieselmotoren ab. Somit war es möglich, den Diesel unter Wasser zu betreiben, was eine Entdeckung des Bootes unwahrscheinlicher machte und seine mögliche Maximalgeschwindigkeit erhöhte.
Trotz dieser Vorteile war der Schnorchel bei den Besatzungen nicht beliebt. Die Männer befürchteten, dass der obere Schwimmer des Schnorchels auf dem Wasser klar zu erkennen sei. Feindliche Schiffe könnten so das Boot orten, während man selbst „blind“ wäre. Er war auch mittels Radar zu orten. 
Bei unruhigerer See geriet der Schnorchel zudem häufig unter die Wasseroberfläche, wodurch im Boot ein Unterdruck entstand. Es sind Berichte von zahlreichen Trommelfellrissen und Augenschäden überliefert. Die sich ausbreitenden Dieselabgase wurden anscheinend auch bei „freiem“ Schnorchel nur unzureichend abgeleitet und führten oft zu Schwindel bis hin zur Ohnmacht.

## Kommandant
- 12. Dezember 1943 bis 27. März 1945

Hans-Heinrich Reimers wurde am 19. Oktober 1916 in Neumünster geboren und trat im Oktober 1939 in die Kriegsmarine ein. Von 1941 bis 1943 fuhr er als Wachoffizier auf U 454 und absolvierte anschließend den U-Bootkommandantenlehrgang bei der 24. U-Flottille. Im Sommer 1943 befehligte er U 983 und übernahm schließlich im Dezember desselben Jahres das Kommando auf U 722.

## Geschichte
U 722 fuhr von Dezember 1943 bis Juli 1944 als Ausbildungsboot und war der 31. U-Flottille unterstellt. Am 1. August 1944 wurde das Boot der 1. U-Flottille zugeteilt und blieb bis zu deren Auflösung ohne Einsatz. Im Herbst desselben Jahres wurde es schließlich der 11. U-Flottille unterstellt. 

### U 722 als Transportboot
Das Boot operierte zunächst ausschließlich in der Ostsee und unternahm Fahrten zwischen Horten und Marviken. Zur Versorgung der deutschen Garnison in St. Nazaire, die von alliierten Truppen eingekesselt war, lief U 722, beladen mit Panzerabwehrwaffen und Munition, am 16. Oktober 1944 in Richtung Frankreich aus. Das Boot erreichte den Bestimmungsort Ende November desselben Jahres, nahm dort Fracht, Treibstoff und vier Passagiere auf und erreichte zum Jahresende Bergen.    

### Kampfhandlungen
Auf der Transportfahrt von St. Nazaire nach Bergen versenkte U 722 Mitte Dezember einen unidentifizierten Dampfer mit einem akustischen Torpedo. Der Untergang des Schiffes konnte nicht beobachtet werden. Obwohl Kommandant Reimers auf seiner letzten Fahrt  keine Erfolge meldete, wird auch die Versenkung des britischen Schiffes Inger Toft U 722 zugeschrieben. 
- 13. Dezember 1944 ein unidentifizierter Frachtdampfer versenkt
- 16. März 1945 der britische Dampfer Inger Toft mit 2190 BRT (Lage)

### Versenkung
U 722 fuhr Ende Februar von Drontheim zu seiner letzten Feindfahrt aus. Als Operationsgebiet war die Gegend um die Hebriden im Nordatlantik vorgesehen. Am 27. März 1945 wurde das Boot durch Wasserbomben von den britischen Geleitzerstörern HMS Fitzroy, HMS Redmill und HMS Byron versenkt (Lage). Alle 44 Mann der Besatzung kamen ums Leben.